# Pattanók
A pattanók, vagy ugró ősrovarfélék (Machilidae) egy népes rovarcsalád a rovarok osztályába sorolt ugró ősrovarok rendjében. Több mint 250 fajuk ismert.

## Származásuk, elterjedésük
Világszerte előfordulnak a füves, illetve erdős élőhelyektől a tengerpartokig. Magyarországon tucatnyinál is kevesebb fajuk él.

## Megjelenésük, felépítésük
Megnyúlt testű, olykor 20 mm-nél is hosszabb, szárnyatlan rovarok. Testüket pikkelyek borítják, emiatt fémfényűek, tarka mintázattal.
Fejük eleje elkeskenyedik. Csápjuk hosszú, 7 ízből áll. Összetett szemeik nagyok, közöttük a fényviszonyokat jelző pont- vagy homlokszemek is vannak. Állkapcsi tapogatóik térdszerűen hajlottak, még a járásban is segítik a pattanókat.
Toruk magasan domború.
11 szelvényből álló potrohuk 3 fonálszerű sertében végződik, közülük a középső a leghosszabb, rugalmas. Potrohlábaik nincsenek, de a 2–7. potrohszelvény hasoldalán pálcika alakú, ún. lábcsutáik vannak és szelvényenként egy-két csípőhólyagjuk is.

## Életmódjuk, élőhelyük
Kövek alatt, sziklákon, avarban, korhadó növényi maradványok közt élnek. Táplálékukat is ezen növényi törmelék adja, zuzmók és moszatok mellett.
Mozgásuk eleve meglehetősen élénk, ha pedig veszélyt éreznek, középső, rugalmas fartoldalékukat az aljzathoz csapva tovapattanak.

## Szaporodásuk
Petéiket kis csomókban, résekben, repedésekben helyezik el. Epimorfózissal fejlődnek — ez azt jelenti, hogy a kikelő ivadék testszelvényeinek száma megegyezik a felnőtt állatéval (imágóéval), amelyre külseje és életmódja is hasonlít. A felnőtt méretet fokozatosan, külön fejlődő, szelvényszerző szakaszok beiktatása nélkül éri el. Utódaik körülbelül 2 év alatt válnak ivaréretté.